# Algernon Blackwood
Pour les articles homonymes, voir Blackwood.
Œuvres principales
Algernon Henry Blackwood, né le 14 mars 1869 et mort le 10 décembre 1951, est un écrivain et journaliste britannique.

## Biographie
Algernon Blackwood est né à Shooter's Hill (sud-est de Londres). Il fait des études dans un collège du Berkershire et à Édimbourg, en Écosse. À l'âge de 21 ans, il est envoyé en Amérique. Il exerce là différents métiers : fermier au Canada, puis gérant d'hôtel, mannequin et barman à New York, ainsi que journaliste pour le New York Times. Dans la trentaine, il revient en Angleterre et se lie d'amitié avec le poète et dramaturge William Butler Yeats et devient membre, sans être un adepte, du Golden Dawn, une société secrète britannique consacrée à l'étude des  sciences occultes. Le Golden Dawn apparaît dans certains de ses récits.
Il amorce une carrière d'écrivain fantastique en 1906, dans une veine nettement orientée vers l'horreur. Ses œuvres, encensées par H. P. Lovecraft, furent une source d'inspiration importante pour le mouvement gothique. Le détective John Silence, créé par Blackwood en 1908 et surnommé le Sherlock Holmes du surnaturel, enquête dans quelques récits qui mêlent adroitement fantastique et intrigue policière.

## Œuvres

### Romans
- Jimbo (1909)
- The Education of Uncle Paul (1909)
- The Human Chord (1910)
- The Centaur (1911)
- A Prisoner in Fairyland (1913; sequel de The Education of Uncle Paul)
- The Extra Day (1915)
- Julius LeVallon (1916)
- The Wave (1916)
- The Promise of Air (1918)
- The Garden of Survival (1918)
- The Bright Messenger (1921; sequel de Julius LeVallon)
- Sambo and Snitch (1927)
- Dudley and Gilderoy (1929)
- The Fruit Stoners (1934)

### Recueils de nouvelles
- The Empty House and Other Ghost Stories (1906)
- The Listener and Other Stories (1907)
- John Silence (1908) Publié de façon partielle en français sous le titre John Silence, Paris, Payot & Rivages, Rivages/Mystère no 8, 1993
- The Lost Valley and Other Stories (1910)
- Pan's Garden: a Volume of Nature Stories (1912)
- Incredible Adventures (1914)
- Ten Minute Stories (1914)
- Day and Night Stories (1917)
- Wolves of God, and Other Fey Stories (1921)
- Tongues of Fire and Other Sketches (1924)
- Ancient Sorceries and Other Tales (1927)
- The Dance of Death and Other Tales (1927)
- Strange Stories (1929)
- Short Stories of To-Day & Yesterday (1930)
- The Willows and Other Queer Tales (1932)
- Shocks (1935; original collection)
- The Tales of Algernon Blackwood (1938)
- Selected Tales of Algernon Blackwood (1942)
- Selected Short Stories of Algernon Blackwood (1945)
- The Doll and One Other (1946)
- Tales of the Uncanny and Supernatural (1949)
- In the Realm of Terror (1957)
- The Dance of Death and Other Stories (1963)
- Selected Tales of Algernon Blackwood (1964)
- Tales of the Mysterious and Macabre (1967)
- Ancient Sorceries and Other Stories (1968)
- Best Ghost Stories of Algernon Blackwood (1973)
- Tales of Terror and Darkness (1977)
- Tales of the Supernatural (1982)
- The Magic Mirror (1989)
- The Complete John Silence Stories (1997)
- Ancient Sorceries and Other Weird Stories (2002)

### Pièces de théâtre
Par ordre de création :
- The Starlight Express (1915), coécrit avec Violet Pearn ; musique de scène d'Edward Elgar ; tiré du roman de 1913 de Blackwood A Prisoner in Fairyland
- The Crossing (1920a), coécrit avec Bertram Forsyth ; tiré de la nouvelle de 1913 de Blackwood Transition
- Through the Crack (1920b), coécrit avec Violet Pearn ; tiré du roman de 1909 de Blackwood The Education of Uncle Paul et sur le roman de 1915 The Extra Day
- White Magic (1921a), coécrit avec Bertram Forsyth
- The Halfway House (1921b), coécrit avec Elaine Ainley
- Max Hensig (1929), coécrit avec Frederick Kinsey Peile ; tiré de la nouvelle de 1907 de Blackwood Max Hensig — Bacteriologist and Murderer

### Mémoires
- (en) Episodes Before Thirty, Londres / New York / Toronto / Melbourne, Cassell and Company, 1923, 311 p. (lire en ligne)Réédition :(en) Episodes Before Thirty, New York, Turtle Point Press, 2002, 360 p. (ISBN 978-1-885586-83-4).

### En français
Les recueils parus en France respectent rarement les recueils originaux.
- Elève de quatrième... dimension, Denoël, Présence du futur no 91, 1966 (qui inclut Les Saules)
- Migrations, Denoël, Présence du futur no 101, 1967
- Le Wendigo, Denoël, Présence du futur no 160, 1972
- Le Camp du chien, Denoël, Présence du futur no 201, 1975
- La Némésis du feu dans John Silence, tome 1, Éditions Sombre Crapule, 1989
- Une invasion psychique et Le Culte secret, dans le recueil John Silence, tome 2, Éditions Sombre Crapule, 1989
- L'Homme que les arbres aimaient, ill. de Greg Vezon, préf. de Alexandre Marcinkowski, Talence, Éditions de l'Arbre vengeur, 2011, 384 p.  (ISBN 978-2702142196). Réédition : 2017, préface de François Bon, présentation en ligne. (comprend aussi Les Saules)
- Les Mésaventures de Jim Shorthouse et autres nouvelles, édition kindle, ASIN B09NYJVRR8, sortie 1er janvier 2022. Edition papier  (ISBN 9798422984480), sortie mars 2022. Traduction de Aurélie Bescond. Contient les nouvelles La Maison Vide (The Empty House), Une Histoire d'Indiscrétion (A Case of Eavesdropping), Les Etranges Aventures d'un Secrétaire Particulier à New York (The Strange Adventures of a Private Secretary in New York), Une Victime de la Quatrième Dimension : Un Cas pour John Silence (A Victim of Higher Space), Le Sac de Toile (The Kit-Bag).